# Die Kopfjäger von Borneo
Die Kopfjäger von Borneo ist ein deutsch-niederländischer Dokumentarfilm von 1936, der in den Dörfern Longlelu und Peleben am Oberlauf des Kayan River in Borneo entstand. Vor dem Hintergrund von Bildern aus dem Leben der dort lebenden Kenyah-Dayaker wird eine Geschichte ihrer Sagenwelt inszeniert. Die Schauspieler sind alle indigene Laienschauspieler. Regisseur ist der Forschungsreisende, Maler, Ornithologe und Ethnograph Victor von Plessen (1900–1980), der drei Jahre zuvor auf Bali seinen bekannt gewordenen Film Insel der Dämonen gedreht hatte. Mit zu seiner Expeditions- und Filmcrew gehörten u. a. seine Frau Marie-Izabel, geb. Rücker, Freiin von Jenisch, der Österreicher Walter Traut, der Ethnologe und Dokumentarfilmer Friedrich Karl Dalsheim, der Schriftsteller Gregor von Rezzori und der durch den Film Die weiße Hölle vom Piz Palü (1929) bekannt gewordene Kameramann Richard Angst sowie sein Kollege Walter Traut.

## Handlung
Der Film zeigt das Leben der Dayaker in Borneo, wie es einst war. Vor diesem Hintergrund entfaltet sich eine Liebesgeschichte, nämlich die zwischen einem Sklavenmädchen und dem Sohn des Häuptlings des Dorfes, die miteinander aufwachsen und sich von Beginn an verbunden und füreinander bestimmt fühlen. Zwischen diesem Dorf und einem Nachbardorf hatte es in der Vergangenheit immer wieder blutige Auseinandersetzungen gegeben bis beide beschließen miteinander Frieden zu schließen. Dieser wird durch Blutsbrüderschaft der Häuptlinge und die Vereinbarung, dass die Häuptlingskinder, wenn sie groß sind, einander heiraten sollen, für alle Zeiten besiegelt. Als der Häuptling eines Tages ums Leben kommt, ist die Zeit für die aufwändige Heiratszeremonie gekommen. Der Häuptlingssohn wagt es nicht sich zu widersetzen, auch wenn sein Herz seiner Freundin aus Kindertagen gehört. Heimlich treffen sie sich immer wieder, bis dies ruchbar wird und beide, dem Willen der Götter gehorchend, das Dorf verlassen müssen. Die Geschichte spiegelt eine uralte Dayaker-Sage wider.

## Vertonung und Filmmusik
Der ursprüngliche Film von Plessens war ein Stummfilm gewesen. Die Tonspur mit Filmmusik erhielt der Film erst in der Fassung von 1952. Die Filmmusik hat Wolfgang Zeller komponiert, der Zeit Lebens viele Filme vertont hat. Seine letzte Arbeit war die Musik zu dem Dokumentarfilm Serengeti darf nicht sterben (1959) von Bernhard Grzimek.

## Kritiken
In „Cinema of the world“ heißt es, dass man im Gegensatz zu anderen ethnographischen Filmen jener Zeit in dem Film keine „weißen“ Menschen sieht. Offensichtlich habe von Plessen die ursprüngliche Kultur so „unbeeinflusst“ wie nur möglich vor Augen führen wollen. In dieser Hinsicht sei der Film als anthropologisches Dokument viel wichtiger als die Filme anderer Dokumentarfilmer der damaligen Zeit, einschließlich jener von Flaherty oder W.S. van Dyke. Wunderschöne Nahaufnahmen und herrliche Naturbilder würden diesen Film so anziehend machen, selbst wenn man sich nicht um seinen ethnographischen Wert kümmern würde. Das Wissen, dass er von Richard Angst fotografiert wurde, würde schon alles sagen, aber die Filmaufnahmen würden auch ohne dieses Wissen für sich selbst sprechen.

## Buch zum Film
- Victor von Plessen: Bei den Kopfjägern von Borneo. Schützen-Verlag, Berlin, 1936.[3]